# Thylamys cinderella
Thylamys cinderella e вид опосум от семейство Didelphidae. Обитават полите на Андите в района на северната част на Аржентина и южната част на Боливия. Местообитанията са предимно сухи. Води живот по дърметата. Храни се с насекоми и други безгръбначни. Кожата на гърба е сиво-кафява до тъмно кафява. Основната заплаха за вида е свързана с обезлесяването.